# Mosquito Island
Mosquito Island (undertiden stavet Moskito Island) er en ø i øgruppen De Britiske Jomfruøer og ligger ud for Virgin Gorda og har længe været en favorit for dykkere og sejlere. Virgin Limited Edition har planer om at lave øen til Økoturisme i De Britiske Jomfruøer og vil være enorm opmærksom på og hensyntagen til miljøet for at minimere sit carbon footprint under hele dets udvikling.
Øen ligger mellem Virgin Gorda og Necker Island, som også ejes af Sir Richard Branson.